# Pterolophia subvillaris
Pterolophia subvillaris är en skalbaggsart som beskrevs av Stefan von Breuning 1980. Pterolophia subvillaris ingår i släktet Pterolophia och familjen långhorningar. Inga underarter finns listade i Catalogue of Life.